# Paul Haesaerts
Paul Haesaerts (Boom, 15 februari 1901 – Brussel, 31 januari 1974) was een veelzijdig Belgisch architect, cineast, etser, kunstschilder, scenarist, televisiemaker, tapijtontwerper, criticus en tekenaar.

## Biografie
Hij werd geboren als Pauwel Helena Alfons Haesaerts, zoon van Benjamin Adolf Jan Baptist Haesaerts en Emma Philomena Spillemaeckers. Haesaerts beoefende als kunstenaar verschillende disciplines. Behalve zijn eigen artistieke werk schreef hij ook essays en regisseerde documentaires over kunst. In het essay "Flandre" schreef hij samen met zijn broer Luc Haesaerts (1899-1962) over de Vlaamse kunst sinds 1880. Het essay verscheen in 1931 in Éditions des Chroniques du Jour en werd bekroond met de prijs Picard. De kortfilm "Bezoek aan Picasso" (1949) over schilder Pablo Picasso werd in 1950 bekroond op het Filmfestival van New York. 
Als architect ontwierp hij samen met zijn broer Luc de "Franse Vijvers" van het Gemeentepark van Boom (1928-1929). Zijn werk als tapijtontwerper werd getoond in het huis dat Victor Bourgeois ontwierp voor Dr. Boll tijdens de openingsdagen van de Weissenhofsiedlung in Stuttgart in 1927. Bovendien was hij medeoprichter en directeur van Les Beaux-Arts. Samen met zijn broer Luc stichtte hij in 1937 de kunstgroep "Les Compagnons de l'Art" waartoe niet alleen Léon Spilliaert", maar ook veel andere bekende schilders toetraden.
In 1952 realiseerde hij een experimentele documentaire getiteld; "Vier Belgische schilders aan het werk", en maakt zo een portret van de schilders Edgard Tytgat, Albert Dasnoy, Jean Brusselmans en Paul Delvaux. Onder het oog van de camera stellen de kunstenaars een groot glaspaneel voor dat een van de vier seizoenen voorstelt dat een etappe in het menselijke leven evoceert.